# 舞舞草の谷
『舞舞草の谷』（まいまいそうのたに）は、長野加代子による日本の漫画作品。

## 概要
『なかよし』（講談社）において、1986年に連載された。

## 書誌情報
長野加代子 『舞舞草の谷』 講談社〈講談社コミックスなかよし〉、全1巻
- 1巻、1986年7月6日発行、ISBN 4-06-178543-5